# Макия Валфорторе
Ма̀кия Волфорто̀ре (на италиански: Macchia Valfortore) е село и община в Централна Италия, провинция Кампобасо, регион Молизе. Разположено е на 477 m надморска височина. Населението на общината е 638 души (към 2010 г.).